# Hugo Hoffmann (Unternehmer)

Hugo Hoffmann (1844–1911), Sarottis Gründer

Hugo Hoffmann (* 27. Mai 1844 in Stuttgart; † 24. Dezember 1911 in Deutsch Wilmersdorf bei Berlin) war ein deutscher Unternehmer.

## Leben
Hoffmann, Sohn eines Handwerkers in königlichen Diensten,  wurde in Paris zum Konditor ausgebildet und richtete nach seiner Rückkehr nach Deutschland 1868 in der Berliner Mohrenstraße eine „Conditor-Küche“ ein. Zunächst stellte er Fondants und Fruchtpasteten her, seit 1871 auch Schokolade und Pralinen. Seine Bemühungen um Übernahme eines Verkaufsgeschäfts hatten 1878 mit dem Erwerb der Berliner „Confiseur-Waaren-Handlung Felix & Sarotti“ Erfolg. Von 1883 an produzierte er mit seinem Geschäftspartner Paul Tiede (1842–1912) in erweitertem Umfang im Berliner Südwesten. Sie stellten seit 1889 auch Marzipan her und ließen 1893 den Namen „Sarotti“ als Warenzeichen eintragen – vermutlich mit Bezug auf den ersten Firmensitz in der Mohrenstraße.
Hoffmann beschäftigte um die Jahrhundertwende 1000 Arbeitnehmer. 1903 vereinigte er die Firmen „Felix & Sarotti“ und „Hoffmann & Tiede“ zur „Sarotti Chocoladen- und Cacao-Industrie AG“ und erwarb zuletzt ein großes Firmengelände am Teltowkanal, auf dem 1913 das Sarotti-Werk Tempelhof entstand.
Seine letzte Ruhestätte fand er auf dem Südwestfriedhof Stahnsdorf in der Abt. C.